# キャメル (バンド)
キャメル (Camel) は、イングランド出身のプログレッシブ・ロック・バンド。
数ある同系列バンドの中でも叙情派のサウンドで知られ、1970年代のプログレ五大バンドに次ぐ一角として活動。1980年代以降は、創始者アンドリュー・ラティマー主導の体制に移行した、

## 略歴

### 黎明期（1969年 - 1973年）
1969年、イングランドのサリー州ギルフォードで、アンドリュー・ラティマー（ギター）、ダグ・ファーガソン（ベース）、アンディ・ウォード（ドラム）のメンバーで「ブルー (Brew) 」という、ブルースを基調としたローカル・バンドを結成。
1971年、シンガーソングライター 、フィリップ・グッドハンド＝テイトのオーディションを受け、アルバム『アイル・ライト・ア・ソング (真実の心)（I Think I'll Write a Song）』にバック・バンドとして参加。同年、すでにゼムやソロ活動などでキャリアを重ね知名度もあったピーター・バーデンスは、アメリカ進出を考えており、メンバー募集の広告を『メロディ・メイカー』誌に出す。それを見たアンディ・ウォードからのコンタクトがあり、ブルーのメンバーとセッションを行って意気投合。新バンドが発足する。
1972年春、契約が残っていたバーデンスのコンサートを、前年結成した新バンド「キャメル」として行う。コンサートが成功した結果、以後の継続が確定した。その後も母国でライブ活動の実績を積み、翌1973年にMCAレコードよりデビュー・アルバム『キャメル・ファースト・アルバム (Camel) 』を発表。
バンド初期は、ラティマーの哀愁漂うエモーショナルなギター（主にギブソン・レスポールを使用）とバーデンスの軽快なキーボード、ウォードの多彩なドラムを軸に、美しいメロディをテクニカルな緊張感のある演奏で聴かせていた。

### デッカ・レコード時代（1974年 - 1984年）

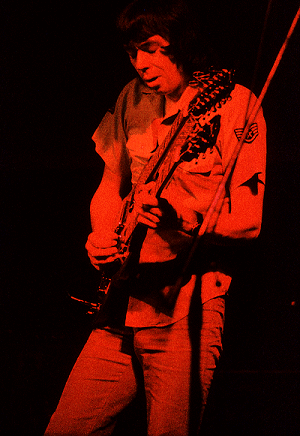
創設者アンドリュー・ラティマー (1976年9月)

1974年、レコード会社をデッカ・レコード傘下の「デラム」に移籍。セカンド・アルバム『ミラージュ（蜃気楼） (Mirage) 』を発表。
1975年、アメリカの作家ポール・ギャリコの短編小説「スノーグース」を基にした3枚目のスタジオ作品となるコンセプト・アルバム『スノー・グース (Music Inspired by The Snow Goose) 』を発表。リリース後、全曲を演奏する公演も開催。後に、ロイヤル・アルバート・ホールで ロンドン交響楽団と共演し、全曲を演奏（この模様は後述の1978年のライブ・アルバム『ライヴ・ファンタジア (A Live Record) 』に収録）。以後の公演でも本アルバムからの曲をセレクションしたメドレー (Selection From "THE SNOW GOOSE") を演奏しており、キャメルの代表作のひとつと言える。ただし、ギャリコ側が「スノーグース」の命名に難色を示したため、タイトル頭に "Music Inspired by" と付け加えて発表した。
1976年、4枚目のアルバム『月夜の幻想曲（ファンタジア） (Moonmadness) 』発表。後日、諸問題からダグ・ファーガソンを解雇し、元キャラヴァンのリチャード・シンクレア（ベース）に交代。ゲスト・メンバーとしてメル・コリンズ（サックス）等を迎えて活動。
1977年、アルバム『雨のシルエット (Rain Dances) 』を発表。

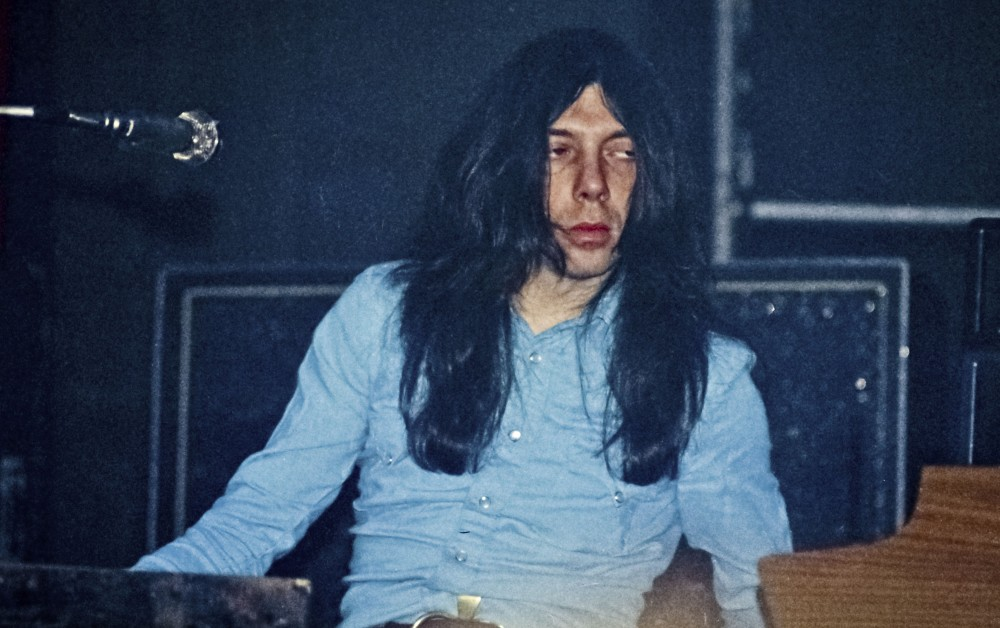
初期の中心人物ピーター・バーデンス (1975年)

1978年、アルバム『ブレスレス - 百億の夜と千億の夢 (Breathless) 』を発表。アルバム収録後、ピーター・バーデンスがラティマーとの軋轢から脱退し、キャメルに入る以前にも活動していたヴァン・モリソンのバンドに加わる。後任に元キャラヴァンのヤン・シェルハース（キーボード）、さらにツアー・メンバーとしてやはり元キャラヴァンのデイヴ・シンクレア（キーボード）が参加。オリジナル・キャメルより元キャラヴァン・メンバーの比率が多くなり、『CARAMEL（キャラメル）』と渾名（あだな）された。
同年、2枚組アルバム『ライヴ・ファンタジア (A Live Record) 』を発表。これは初のライブ・アルバムであった。アルバム『雨のシルエット』までの初期からのライブ録音から選んだ楽曲と、ロンドン交響楽団と共演し『スノー・グース』全曲を演奏したライブ録音を収録。
1979年1月に初来日。ワールドツアー後、キャラヴァン再結成のためデイヴ・シンクレア、リチャード・シンクレアが脱退、さらにメル・コリンズも脱退。コリン・バスとキット・ワトキンスが加入。同年、アルバム『リモート・ロマンス (I Can See Your House From Here) 』を発表。
1980年1月に来日公演。アルバム一枚でキット・ワトキンスは脱退、代わりにダンカン・マッケイが加入。
1981年、アルバム『ヌードの物語 - Mr.Oの帰還 - (Nude) 』を発表（第二次世界大戦終戦後、フィリピンのルバング島で29年間投降しなかった日本兵・小野田寛郎の当時の生活の模様等を書いた本を、1979年の来日時、アンドリュー・ラティマーが日本のプロモーターから贈られて読み、インスパイアされ制作されたコンセプト・アルバム）。以降、後にラティマーの妻になる詩人スーザン・フーヴァーがコンセプト面の役割を担当。
1981年、アルコール問題などでアンディ・ウォードが脱退。オリジナル・メンバーはラティマーのみとなり、以後バンドそのものがラティマーのソロ・プロジェクトの性質を持つようになる。同年、アルバム『シングル・ファクター (The Single Factor) 』を発表。
1984年、ドイツの東西分裂（ベルリンの壁）をテーマとしたコンセプト・アルバム『ステーショナリー・トラヴェラー (Stationary Traveller) 』を発表。同年5月、キャメル結成20周年記念のライブをロンドンのハマースミス・オデオンで開催。元メンバーのピーター・バーデンスがゲストとして参加し数曲を共演。公演の模様は『プレッシャー・ポインツ - キャメル・ライヴ - (Pressure Points) 』として発売した。

### アンドリュー・ラティマー主導期（1984年 - 現在）
1984年、レコード会社等との間で契約問題（印税なども含む）関連の裁判になり、その影響で活動を休止する。結果はバンド側（アンドリュー・ラティマー側）に多くの主張が認められた。そしてラティマーは自宅を売却し、活動の拠点を北米に移して「キャメル・プロダクション」を設立。過去のアーカイヴや新規の音源、マネージメント事業などを自ら管理するようになった。

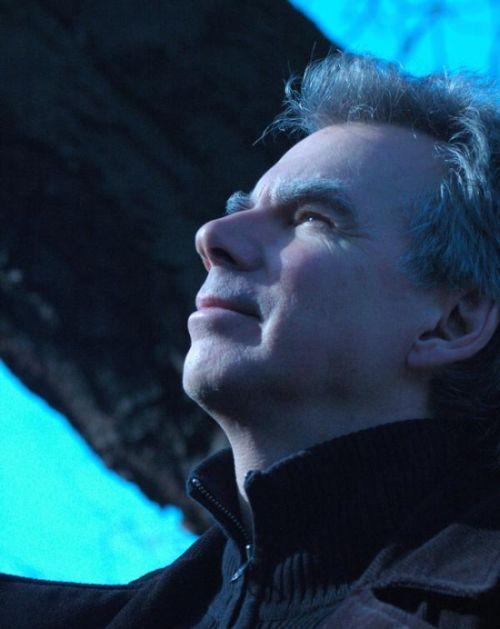
盟友コリン・バス (2008年)

1991年、旧メンバーのコリン・バスらが参加し活動再開。ジョン・スタインベックの小説「怒りの葡萄」をコンセプトにした7年ぶりのアルバム『ダスト・アンド・ドリームス 怒りの葡萄 (Dust and Dreams) 』発表。翌年に来日公演。
1996年、アルバム『ハーバー・オブ・ティアーズ 港町コーヴの物語 (Harbour Of Tears) 』を発表。翌年に来日公演。
1999年、アルバム『ラージャーズ 別れの詩 (Rajaz) 』を発表。翌年に来日するが、以降は暫く途切れる。
2002年、オリジナル・メンバーのピーター・バーデンスが死去。同年、アルバム『ノッド・アンド・ウィンク (A Nod And A Wink) 』を発表。
2006年、キャメル・プロダクションの活動拠点を母国に戻す。
2007年5月、ラティマーが1992年以降骨髄線維症になっていたことを妻のスーザン・フーヴァーがキャメル・プロダクションのウェブサイトで公表し、病気の進行状況の悪化により、予定していたツアーを中止。同年後半に骨髄移植を受けた。
2008年9月、「彼は徐々に回復しており、音楽活動を再開する意欲を示した」との内容の文章を、フーヴァーがキャメル・プロダクションのオフィシャル・ニュース・レターに書いた。2010年頃から、音楽活動を徐々に再開。
2013年10月、サード・アルバム『スノー・グース』を完全再現するライブ・ツアーを企画、キャメルの活動を再開した。2016年には、16年ぶりの来日公演を開催。

## 備考補足
プロレスラー/格闘家の前田日明は、試合の入場テーマ曲に『ヌードの物語 - Mr.Oの帰還 -』収録の楽曲「Captured（キャプチュード）」を使用していた。自身が持つプロレス技のオリジナル・スープレックスにも「キャプチュード」と名付けた。これは前田が若手時代に所属した新日本プロレスを放映するテレビ朝日「ワールドプロレスリング」の制作チーム選曲担当が、プログレッシブ・ロックの楽曲をレスラー入場曲に数多く採用していた経緯で、1983年の前田凱旋帰国の頃に「Captured」を採用したのが原点である。
キャメル・メンバーのアンドリュー・ラティマーは、来日した際にそのエピソードを聞かされ、認知をしている。

## メンバー
※2021年5月時点

### 現ラインナップ
- アンドリュー・ラティマー (Andrew Latimer) - ギター、フルート、ボーカル (1971年- )
- コリン・バス (Colin Bass) - ベース、ボーカル (1979年-1981年、1991年- )
- デニス・クレメント(Denis Clement) - ドラムス (2000年- )

サポート
- ピート・ジョーンズ (Pete Jones) - キーボード (2016年- )

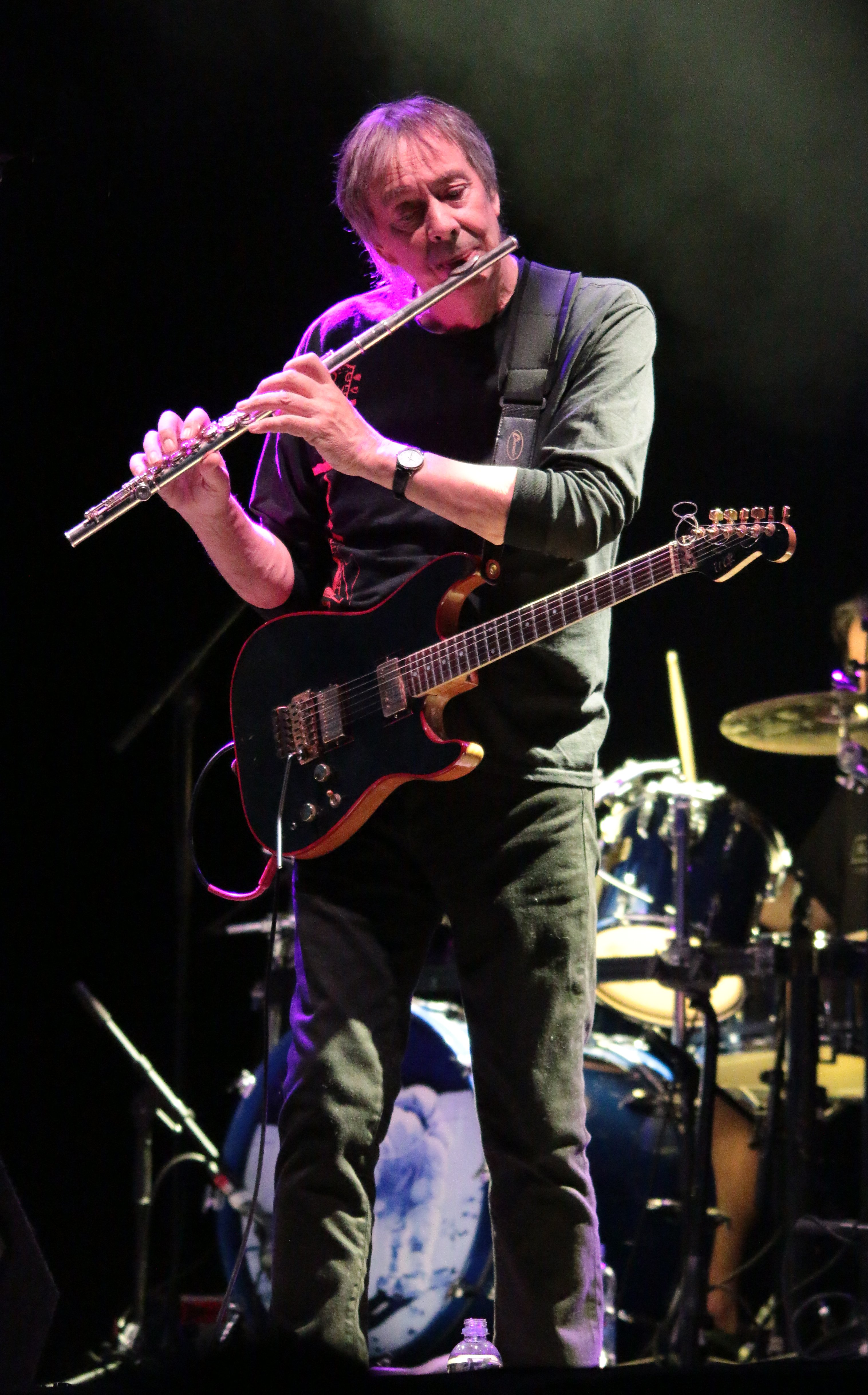
アンドリュー・ラティマー(G/Vo) 2015年
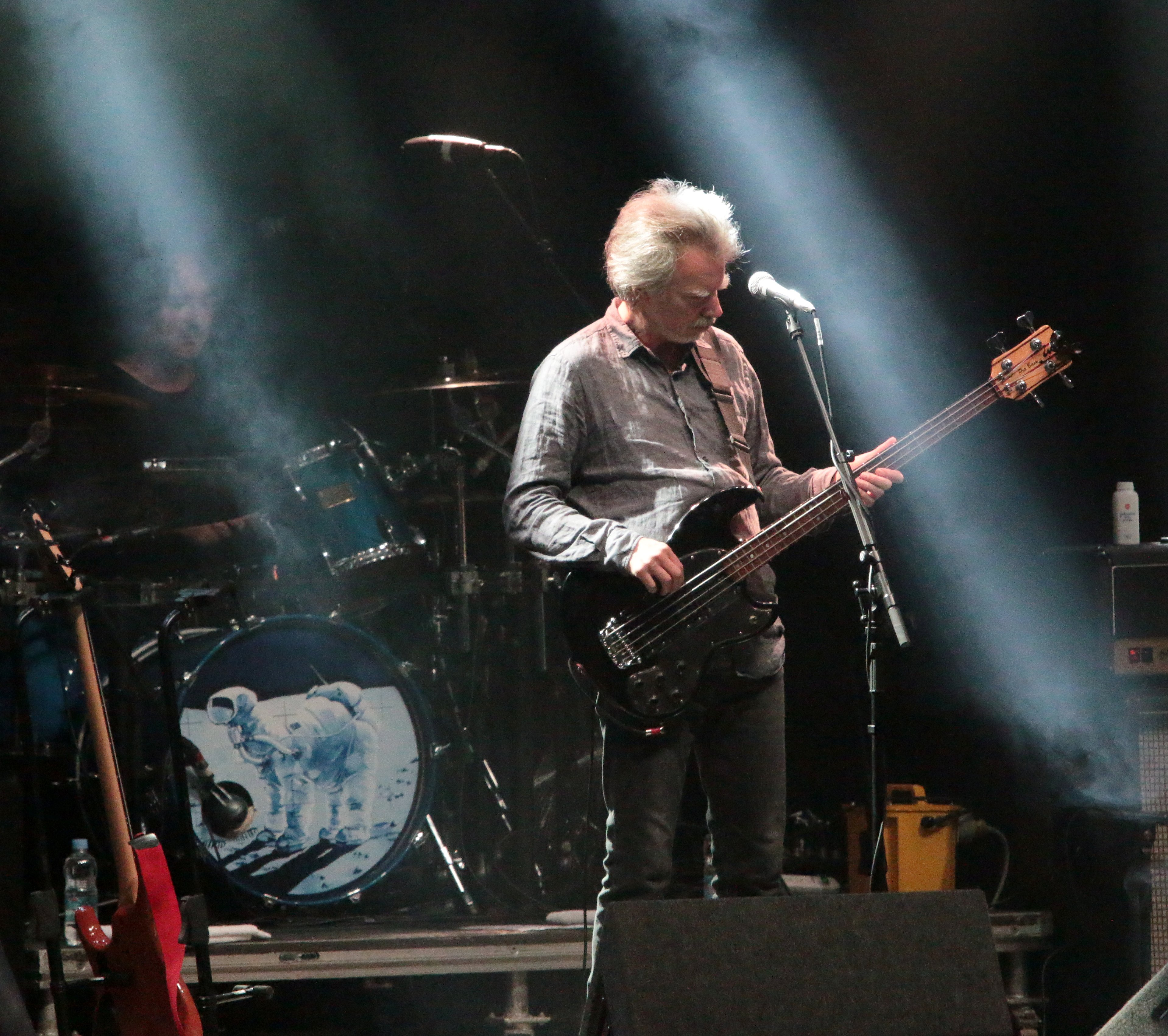
デニス・クレメント(Dr) &  コリン・バス(B/Vo) 2015年

### 旧メンバー
- ピーター・バーデンス (Peter Bardens) - キーボード (1971年-1978年) ※2002年死去
- ダグ・ファーガソン (Doug Ferguson) - ベース (1971年-1977年)
- アンディ・ウォード (Andy Ward) - ドラムス (1971年-1982年)
- リチャード・シンクレア (Richard Sinclair) - ベース（1977年-1979年）
- メル・コリンズ (Mel Collins) - サクソフォーン、フルート（1977年-1979年）
- ヤン・シェルハース (Jan Schelhaas) - キーボード (1978年-1981年)
- デイヴ・シンクレア (Dave Sinclair) - キーボード (1978年-1979年)
- キット・ワトキンス (Kit Watkins) - キーボード (1979年-1981年)
- クリス・レインボウ (Chris Rainbow) - ボーカル (1982年-1991年) ※2015年死去
- デヴィッド・ペイトン (David Paton) - ベース (1982年-1984年)
- ポール・バージェス (Paul Burgess) - ドラムス (1984年-1992年)
- トン・スケルペンツェル (Ton Scherpenzeel) - キーボード (1984年、1991年、1999年)
- ミッキー・シモンズ (Mickey Simmonds) - キーボード (1991年-1992年)
- デイヴ・スチュワート (Dave Stewart) - ドラムス (1997年-2000年)
- ガイ・ルブラン (Guy LeBlanc) - キーボード (2000年-2015年) ※2015年死去

## ディスコグラフィ

### スタジオ・アルバム
| 年   | 邦題                                               | 原題                           | 備考 |
| ---- | -------------------------------------------------- | ------------------------------ | --- |
| 1973 | キャメル・ファースト・アルバム                     | Camel                          | ファースト・アルバム。旧邦題『キャメル』。 |
| 1974 | ミラージュ（蜃気楼）                               | Mirage                         | 旧邦題『蜃気楼』。 |
| 1975 | スノー・グース                                     | The Snow Goose                 | ポール・ギャリコの同名の短編小説「スノーグース」を基にしたコンセプト・アルバム。バンド初の全英アルバムチャート入りを果たし、23位を記録。旧邦題『白雁（スノーグース）』。                                                                   |
| 1976 | ムーン・マッドネス「月夜の幻想曲（ファンタジア）」 | Moonmadness                    | 全英15位。 |
| 1977 | 雨のシルエット                                     | Rain Dances                    | 全英20位。 |
| 1978 | ブレスレス - 百億の夜と千億の夢 -                  | Breathless                     | 全英26位。 |
| 1979 | リモート・ロマンス                                 | I Can See Your House From Here | 全英45位。 |
| 1981 | ヌードの物語 - Mr.Oの帰還 -                        | Nude                           | 終戦後、フィリピンで29年間も戦闘を続けていた小野田寛郎を基にした、2枚目のコンセプト・アルバム。全英34位。 |
| 1982 | シングル・ファクター                               | The Single Factor              | 「キャメル」名義であるが、実質的には、ラティマーが豪華ゲストを集めて制作したソロ・プロジェクト・アルバム。アンソニー・フィリップス（元ジェネシス）、フランシス・モンクマン（元カーヴド・エア）、サイモン・フィリップス等が参加。全英57位。 |
| 1984 | ステーショナリー・トラヴェラー                     | Stationary Traveller           | ベルリンの壁をテーマにしたコンセプト・アルバム。全英57位。本作に伴うツアー終了後、キャメルは一旦活動を休止。 |
| 1992 | ダスト・アンド・ドリームス 怒りの葡萄              | Dust And Dreams                | 復活作。ジョン・スタインベックの小説「怒りの葡萄」を基にしたコンセプト・アルバム。当時のライヴで完全再現された。 |
| 1996 | ハーバー・オブ・ティアーズ 港町コーヴの物語        | Harbour Of Tears               | ラティマーの祖母が体験した一家離散の悲劇を基にしたコンセプト・アルバム。アイルランドの伝統音楽の影響を受けた、美しいメロディが特徴的。 |
| 1999 | ラージャーズ 別れの詩                              | Rajaz                          | |
| 2002 | ノッド・アンド・ウィンク                           | A Nod And A Wink               | |
| 2013 | ザ・スノー・グース -白雁- (2013年ヴァージョン)     | The Snow Goose                 | アルバム『スノー・グース』（1975年）の再録ヴァージョン。 |

### ライブ・アルバム
| 年   | 邦題                                        | 原題                             | 備考 |
| ---- | ------------------------------------------- | -------------------------------- | --- |
| 1978 | ライヴ・ファンタジア                        | A Live Record                    | キャメル初のライブ・アルバム、2枚組。LPのC面とD面にはアルバム『スノー・グース』全曲を、ロンドン交響楽団とロイヤル・アルバート・ホールで共演したライブ演奏を収録している。 |
| 1984 | プレッシャー・ポインツ - キャメル・ライヴ - | Pressure Points: Live in Concert | 1984年5月11日 ハマースミス・オデオンでの「キャメル」結成20周年記念のライブを収録。ゲストでピーター・バーデンスが参加し数曲演奏。（他にも、メル・コリンズも参加）          |

## 日本公演
1979年　Breathless Tour（ブレスレス・ツアー）（Japan Tour '79）
- 1月16日 東京・渋谷公会堂 （主催：文化放送、ウドー音楽事務所）
- 1月17日 大阪・厚生年金会館大ホール （主催：FM大阪）
- 1月19日 名古屋・名古屋市公会堂 （主催：中部日本放送）
- 1月22日 東京・新宿厚生年金会館大ホール （主催：文化放送、ウドー音楽事務所）
- 1月23日 東京・新宿厚生年金会館大ホール （主催：文化放送、ウドー音楽事務所）
  - 招聘元：ウドー音楽事務所 協力：キング・レコード 協賛：マックスウェル・ブレンディ
    - 来日メンバー
      - アンドリュー・ラティマー - ギター、ボーカル
      - アンディ・ウォード - ドラム
      - リチャード・シンクレア - ベース、ボーカル
      - メル・コリンズ - サクソフォーン、フルート
      - デイヴ・シンクレア - キーボード
      - ヤン・シェルハース - キーボード

1980年　 I Can See Your House from Here Tour（リモート・ロマンス・ツアー）（Japan Tour '80）
- 1月24日 名古屋・愛知県勤労会館 （主催：中部日本放送）
- 1月25日 大阪・フェスティバルホール （主催：FM大阪）
- 1月26日 東京・渋谷公会堂 （主催：文化放送、ウドー音楽事務所）
- 1月27日 東京・新宿厚生年金会館大ホール （主催：文化放送、ウドー音楽事務所）
- 1月28日 東京・中野サンプラザホール （主催：文化放送、ウドー音楽事務所）
  - 招聘元：ウドー音楽事務所 協力：キング・レコード 協賛：マックスウェル・ブレンディ
    - 来日メンバー
      - アンドリュー・ラティマー - ギター、ボーカル
      - アンディ・ウォード - ドラム
      - コリン・バス - ベース、ボーカル
      - ヤン・シェルハース - キーボード
      - キット・ワトキンス - キーボード、フルート

1992年　Dust And Dreams Tour（ダスト・アンド・ドリームス・ツアー）
- ”An Evening With Camel” と題され、東京、大阪、名古屋でのライブハウス（スペース）系の会場での開催。オールスタンディング。日本側のツアーパンフレットの販売はなかったが、海外で配布された小冊子は販売された。なお、Quattroで無料配布の冊子1992年AUGUST(8)に2ページに渡り、ANDREW LATIMERのインタビュー記事が掲載された（インタビュー：和田有紀）。
- 8月20日 東京・CLUB QUATTRO（東京初日）（第1部終盤、City Life終盤-Nude の流れのところで電源トラブルによる演奏中断あり。キーボードのセッティング復旧後、Nudeから再演奏する）
- 8月21日 東京・CLUB QUATTRO（東京2日目）
- 8月23日 大阪・CLUB QUATTRO
- 8月24日 名古屋・CLUB QUATTRO
- 8月26日 東京・CLUB QUATTRO（東京3日目）
  - 招聘元：UDO音楽事務所/提供：I.W.ハーパー/協力：ポニーキャニオン
    - 来日メンバー
      - アンドリュー・ラティマー - ギター、ボーカル
      - コリン・バス - ベース、ボーカル
      - ミッキー・シモンズ - キーボード
      - ポール・バージェス - ドラム

1997年　Harbour Of Tears Tour（ハーバー・オブ・ティアーズ・ツアー）
- 東京、大阪、名古屋、川崎でのライブハウス（スペース）系の会場での開催。
- 3月16日 大阪・BANANA HALL
- 3月18日 大阪・BANANA HALL
- 3月19日 名古屋・THE BOTTOM LINE
- 3月21日 東京・ON AIR WEST
- 3月22日 川崎・CLUB CITTA'
  - 招聘元：クラブチッタ/企画・制作：クラブミックス/協力：ポニーキャニオン/K.G.L
    - 来日メンバー
      - アンドリュー・ラティマー - ギター、ボーカル
      - コリン・バス - ベース、ボーカル
      - フォズ・パターソン - キーボード
      - デイヴ・スチュワート - ドラム

2000年　Rajaz Tour（ラージャーズ・ツアー）
- 東京、大阪でのライブハウス（スペース）系の会場での開催。ツアーパンフレットの販売はなかったが、チケット販売時や物販販売時にサイン色紙が配られた。
- 9月4日 大阪・梅田ヒートビート
- 9月5日 名古屋：ボトムライン
- 9月6日 東京・赤坂BLITZ
- 9月7日 東京・赤坂BLITZ
- 9月8日 東京・渋谷DeSeo (追加公演)
  - 招聘元：ザックコーポレーション/協力：ポニーキャニオン
    - 来日メンバー
      - アンドリュー・ラティマー - ギター、ボーカル
      - コリン・バス - ベース、ボーカル
      - ギー・ルブラン - キーボード
      - デニス・クレメント - ドラム （来日予告では、クライヴ・バンカーであったが、来日直前の脱退によりクレメントに交代している）

2016年　プログレッシヴ・ロックの祭典＜PROGRESSIVE ROCK FES 2016＞
- 5月22日(日)に日比谷野外大音楽堂で開催され、16年ぶりに来日した。（出演、原始神母/Steve Hackett/CAMEL）

同年　Red Moon Rising Tour in Japan Ichigo Ichie 〜一期一会〜。
- 単独公演も決定し、大阪・なんばHatch、東京・EXシアター六本木にて行われた。講演終了後に抽選でサイン会を催した。また、5月20日の演奏は、『Ichigo Ichie LIVE IN JAPAN 2016』として映像化された。
- 5月18日 大阪・なんばHatch
- 5月20日 東京・EXシアター六本木
- 5月21日 東京・EXシアター六本木
- 5月22日 東京・日比谷野外大音楽堂
  - 主催：テレビ朝日/ぴあ/bayfm78/InterFM897、後援：ギター・マガジン/レコード・コレクターズ、協力：インターアート・コミッティーズ/ディスクユニオン
    - 来日メンバー
      - アンドリュー・ラティマー - ギター、ボーカル
      - コリン・バス - ベース、ボーカル
      - デニス・クレメント - ドラム
      - ピーター・ジョーンズ - キーボード

- 演奏曲目 : ライブ映像『Ichigo Ichie LIVE IN JAPAN 2016』参照

2018年　Moonmadness tour 2018
- 川崎・CLUB CITTA'にて行われた。公演プレミアム・パッケージが販売され、ミート&グリート、記念撮影、サイン会が催された。なお、CAMELは5月22日からトルコ(Istanbul) ～イスラエル～ヨーロッパとツアーを継続し、9月17日 イギリス公演(Royal Albert Hall, London）まで続いた。
- 5月16日 川崎・CLUB CITTA'
- 5月17日 川崎・CLUB CITTA'
- 5月19日 川崎・CLUB CITTA'
- 5月20日 川崎・CLUB CITTA'
  - 主催：bayfm78「POWER ROCK TODAY」、招聘企画制作：クラブチッタ、協力：ディスクユニオン
    - 来日メンバー
      - アンドリュー・ラティマー - ギター、ボーカル
      - コリン・バス - ベース、ボーカル
      - デニス・クレメント - ドラム
      - ピーター・ジョーンズ - キーボード

- 演奏曲目 : ライブ映像「Live At The Royal Albert Hall」参照

## 日本に於けるライブ録音放送
- 1979年（昭和54年）FM東京「**」3月20日（火曜日)　**:** - **:**、とNHK-FM「サウンドストリート」**月**日（*)　　**:** - **:**　番組進行：渋谷陽一　ゲスト：****　（放送日時　番組名などの詳細は不明だが、一説によると、1979年夏頃に、同時期に来日した、ストラングラーズとキャメルの来日時のライブの模様を、渋谷陽一とゲストの****で、2週に別けて（又は、2時間番組として（途中、ニュース等が挟まれ）それぞれ1時間番組として放送した可能性があると思われるが定かではない。 （キャメルの来日公演の放送での解説中には、ストラングラーズとキャメルを比較した番組進行役やゲストの発言があるので））
  - NHK-FM「サウンドストリート」
    - 放送曲目（解説など）※2019年オフィシャルブートレグとして発売された(CAMEL/LIVE IN Tokyo 79＆80：KINGCD-4054)。
      - Uneven song
      - Song Within A Song
      - The Sleeper
      - Echoes
      - Never Let Go

  - 解説：渋谷陽一　他
  - FM東京「**」。「番組で『～インストメンタルナンバーに、ひとつの別のストーリーをつけてみました。キャメルのヒューマニティが良く伝わる別の手段として、そしてキャメルのビジュアルなサウンドをより効果的にするために、キャメルが言おうとしていることを物語に変えて、僕たちはひとつのおせっかいを試みてみたわけです』（番組の解説中に、紹介）
    - 放送曲目（解説など）
      - 解説：**　「1月23日新宿厚生年金ホール、キャメルコンサート。大方の予想に反して、キャメルの全コンサートは超満員。それは、キャメルのレコード売り上げからは想像できない数であった・・・・」
      - MEDOLEY～Song Within A Song～The Sleeper
      - Tell Me　*放送される曲中に語りあり (北玲子：以下同じ)
      - The Snow Goose From Medley　*放送される曲中に語りあり
      - Great Marsh　*放送される曲中に語りあり
      - Rhayader　*放送される曲中に語りあり
      - Rhayader Gooes to Town　*放送される曲中に語りあり
      - Song Within a Song　*放送される曲中に語りあり
      - Medley：Sleeper〜Supertwister〜White Rider　*放送される曲中に語りあり
      - The Snow Goose From "La Princesse Perdue"　*放送される曲中に語りあり
      - 解説：**　他
      - Never Let Go
      - 解説：**　他

- 1980年（昭和55年）4月20日（日）　21:00 - 21:55　FM東京「ゴールデン・ライブ・ステージ」　番組進行：青木誠
  - 1980年（昭和55年）1月27日（日）　東京・新宿厚生年金会館大ホール　収録　※2019年オフィシャルブートレグとして発売された (CAMEL/LIVE IN Tokyo 79＆80：KINGCD-4054)
  - 番組冒頭、会場で流されたオープニング音楽をバックに、番組パーソナリティの青木誠による収録日、収録場所や、来日メンバー紹介と、合わせてステージ上での楽器の配置位置の紹介、番組前半に放送する曲目名紹介。（「Neon Magic」の後、CMが入る）CM後、BGMで「Uneven Song」（同日に収録のライブ録音よりと思われる、曲の中盤部分から）を流しながら、バンドの略歴、リリースしたレコードタイトルの紹介、番組後半に放送する曲目名紹介。
    - 放送曲目
      - Echoes
      - Hymn To Her
      - Neon Magic
      - （CM）
      - Selection From "THE SNOW GOOSE"（Medley: Rhayader＞ Rhayader Goes To Town> Migration> Prepearation> Dunkirk)
      - Wait
      - Nobady Knows（Jungle Fever）